# ويليام قاولد دو
ويليام قاولد دو (بالإنجليزية: William Gould Dow)‏ هو مهندس أمريكي، ولد في 30 سبتمبر 1895 في فيرباولت في الولايات المتحدة، وتوفي في 17 أكتوبر 1999 في بالفيو في الولايات المتحدة.